# Swing
Swing er en musikgenre, der udspringer fra jazz-musikken, men er især knyttet til dansemusik.
Swing har sin oprindelse i 1920'erne og 1930'erne, hvor de store Big Band-orkestre huserede i USA (Duke Ellington, Count Basie m.fl.) og i mindre grad i Europa og Danmark.
Via 78-grammofonplader spredte budskabet sig, og swing-musikken var populær på danserestauranter. 
Til swing dansede man oprindeligt swing-dansen Lindy Hop (også kendt som Jitterbug), der siges at stamme fra Harlem, New York – en vild dans der som den første introducerede akrobatiske variationer hvor herren og/eller damen udfører nærmest aktrobatiske stunts i forbindelse med dansen. 
I takt med at musikken udviklede sig i 50'erne og 60'erne blev den originale swing-dans erstattet af Jive, Rock'n'Roll og til sidst moderne "Jitterbug", der i Danmark ikke har meget at gøre med den originale Jitterbug fra 30'erne. 
I 90'erne gik en retro-bølge gennem USA hvilket skabte fornyet interesse for den traditionelle swing-musik samt en række "neo-swing" bands med ny musik der swinger – eksempelvis Big Bad Voodoo Daddy og Royal Crown Revue. I Skandinavien nåede denne bølge først frem ved årtusindeskiftet, og i dag er interessen for swing-musik og swing-dans i Danmark stærkt stigende – ikke mindst efter at DR1/DR2 har haft et par tema-aftner omkring swing. Også blandt universitetsstuderende.